# پیلار آبلا
پیلار آبلا (اسپانیایی: Pilar Abella‎؛ زادهٔ ۲۵ ژوئن ۱۹۸۰) بازیگر اسپانیایی است.

## زندگی و حرفه
پیلار آبلا در ۲۵ ژوئن ۱۹۸۰ در شهر لوگو، گالیسیا به دنیا آمد. او هم برای سریال‌های تلویزیونی و هم برای تولیدات سینمایی بین‌المللی جلوی دوربین رفت.
او از سال ۲۰۰۷ در نسخه جدید سریال کمیسر رکس نقش کاتیا مارتلی را ایفا کرده‌است. او در سال ۲۰۱۰ به همراه کاسپار کاپارونی و فابیو فری سریال را ترک کرد.

## گزیده فیلم‌شناسی
- 1999: La Prima Volta
- 2005: La porta delle 7 stelle
- ۲۰۰۷: ترزا، ال بادیپو د کریستو
- 2007: Café solo o con ellas
- ۲۰۰۷: جنگ و صلح (۴ قسمت)
- ۲۰۰۸: فالکو – لعنتی، ما هنوز زنده ایم!
- 2013: Sono un دزد دریایی، سونو un signore
- ۲۰۰۸–۲۰۱۴: کمیسر رکس (۴۸ قسمت)